# Деда-Фаллет
Деда-Фаллет (швед. Döda fallet — «мертвий водоспад») — колишній водоспад у Швеції на річці Індальсельвен, за 7 км на північний захід від села Біспгорден (швед. Bispgården) комуни Рагунда, на сході лену Ємтланд. Мав висоту падіння води 35 м, з яких приблизно 20 м припадало на вертикальне падіння. Водоспад пересох у ніч з 6 на 7 червня 1796 року у зв'язку зі зміною напрямку річища річки Індальсельвен, спричиненою проривом під час водопілля гідротехнічних споруд у паралельному до водоспаду рукаві річки. Тепер річка протікає на кілька сот метрів західніше від колишнього водоспаду.
До пересихання водоспад мав назву Єдунгсен (швед. Gedungsen) або Стурфорсен (швед. Storforsen — «великі пороги»). Він був найбільшим водоспадом річки Індальсельвен і, можливо, найчудовішим водоспадом Швеції.
З 1926 року місце водоспаду є природним заповідником. Деда-Фаллет вважається однією з основних туристичних визначних пам'яток комуни Рагунда. Тут же неподалік був побудований театр з обертовим залом для глядачів. Навесні і влітку тут ставляться спектаклі просто неба.